# Hägerstenshamnen

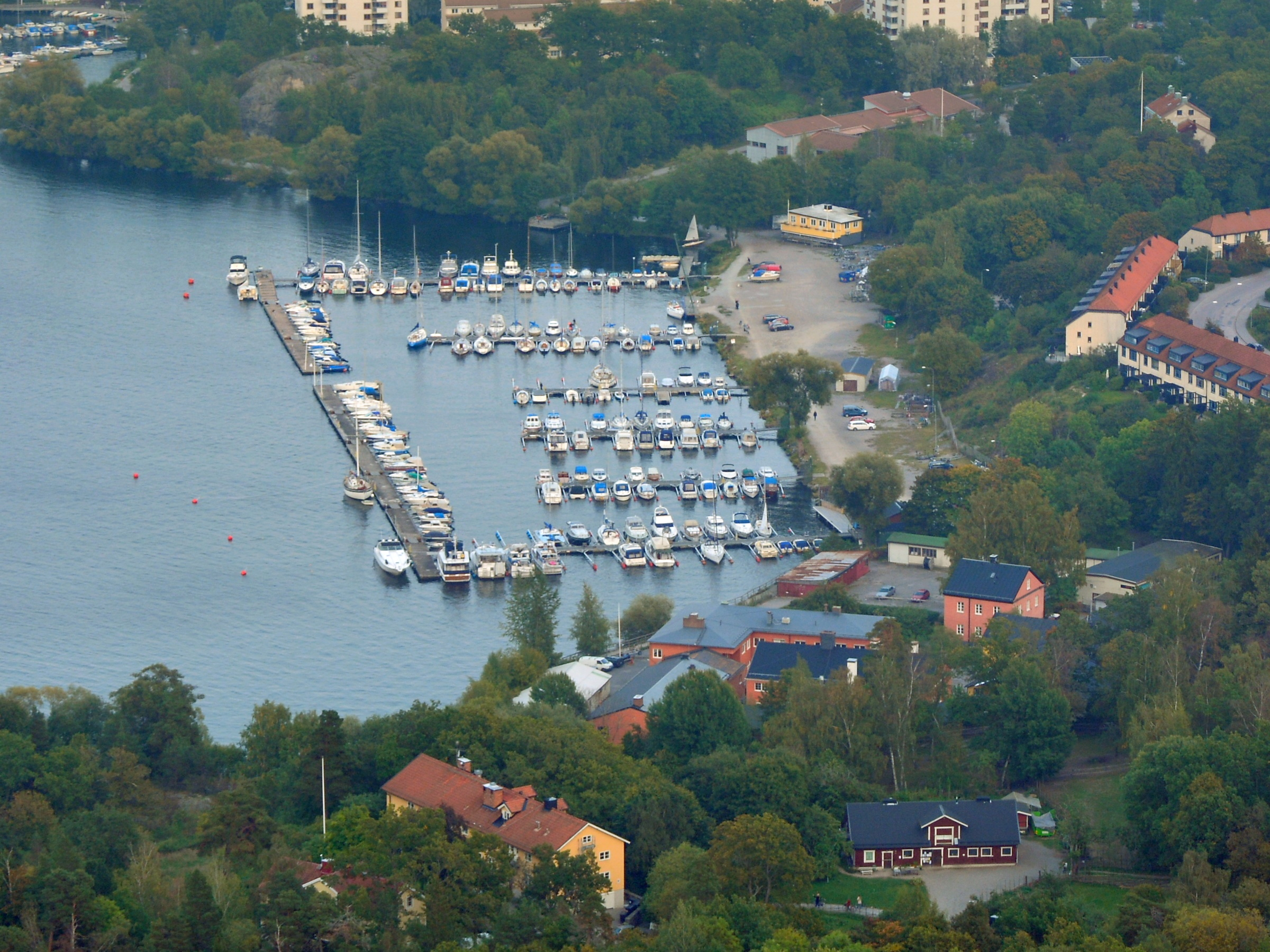
Hägerstenshamnen, september 2014.

Hägerstenshamnen var en hamn med omfattande industriverksamhet och är sedan 1980-talet ett bostadsområde i stadsdelen Hägersten i Söderort inom Stockholms kommun.

## Historik

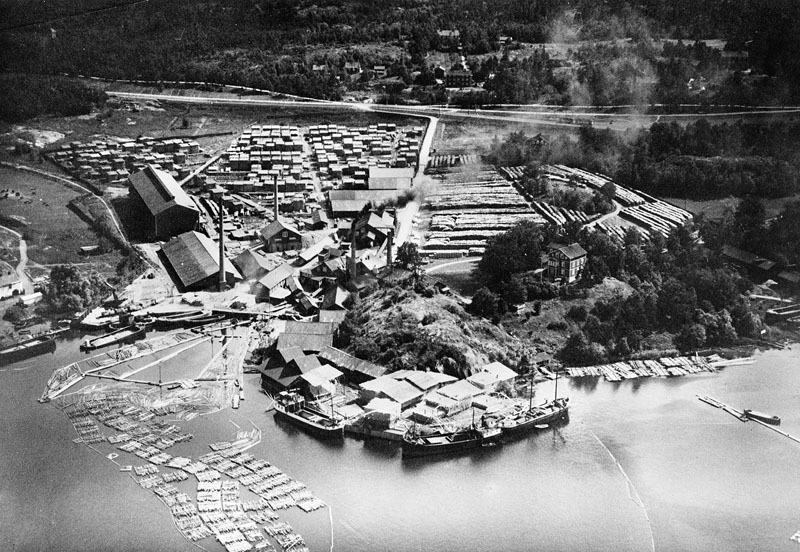
Hägerstenshamnen och sågverket, 1930.

Hägerstenshamnen anlades i slutet av 1800-talet av Olsson & Rosenlunds AB som år 1894 förvärvade Hägerstens gårds byggnader och ägor. Här växte upp en hel bruksmiljö med arbetarbostäder, sågverk, brädgård, snickerifabrik och Hägerstens tegelbruk. Läget vid Mälaren var viktigt för transporterna av både flottat timmer och för att kunna skeppa ut de färdiga byggprodukterna. Som mest arbetade cirka 200 personer i och runt Hägerstenshamnen. I slutet av 1920-talet tog leran slut och tegelbruket lades ner. Även den övriga verksamheten avvecklades successivt, brädgården fanns dock kvar en bit in på 1980-talet.
Den 20 juli 1920 inträffade en större brand i Hägerstens tegelbruk som även berörde bostäder i närbelägna Örnsberg och själva gården Örnsberg. Stockholms brandförsvar skickade sina båda sjöångsprutor S:t Erik och Phoenix till brandplatsen för att delta i släckningsarbetet. Vid åtta-tiden på kvällen överkopplades slangar från Phoenix till S:t Erik och Phoenix hembeordrades. Vid 23-tiden återvände också S:t Erik från brandplatsen. Brandskadorna på byggnaderna blev omfattande.

## Bostadsområdet, skolan och hamn för fritidsbåtar
Efter att industriverksamheten upphörde planlades hela området för bostadsbebyggelse som grupperar sig huvudsakligen kring en cirkulär park. Första spadtaget togs 1987 och efter tre år stod sex punkthus i åtta våningar och flera låghus klara för inflyttning. Området byggdes av JM efter ritningar av arkitektkontoret FFNS och uppkallades efter den gamla hamnen ”Hägerstenshamnen”. Läget vid Mälaren med bryggor och promenadvägar längs stranden har bidragit till att området har blivit attraktivt. Hamnen finns kvar men i mindre omfattning och för fritidsbåtar, här har "Örnsbergs båtklubb" sin marina. Bostadsområdets konstnärliga utsmyckning anknyter till tema hamn och hav. Om tegelbrukstiden påminner en stiliserad tegelportal som är en del av den konstnärliga utsmyckningen. I områdets västra del ligger Hägerstenshamnens skola, som brann ner i april 2015. En ny skolbyggnad invigdes till höstterminen 2017 som är en F-5 skola (från förskola till årskurs 5) med omkring 380 elever.

## Bilder

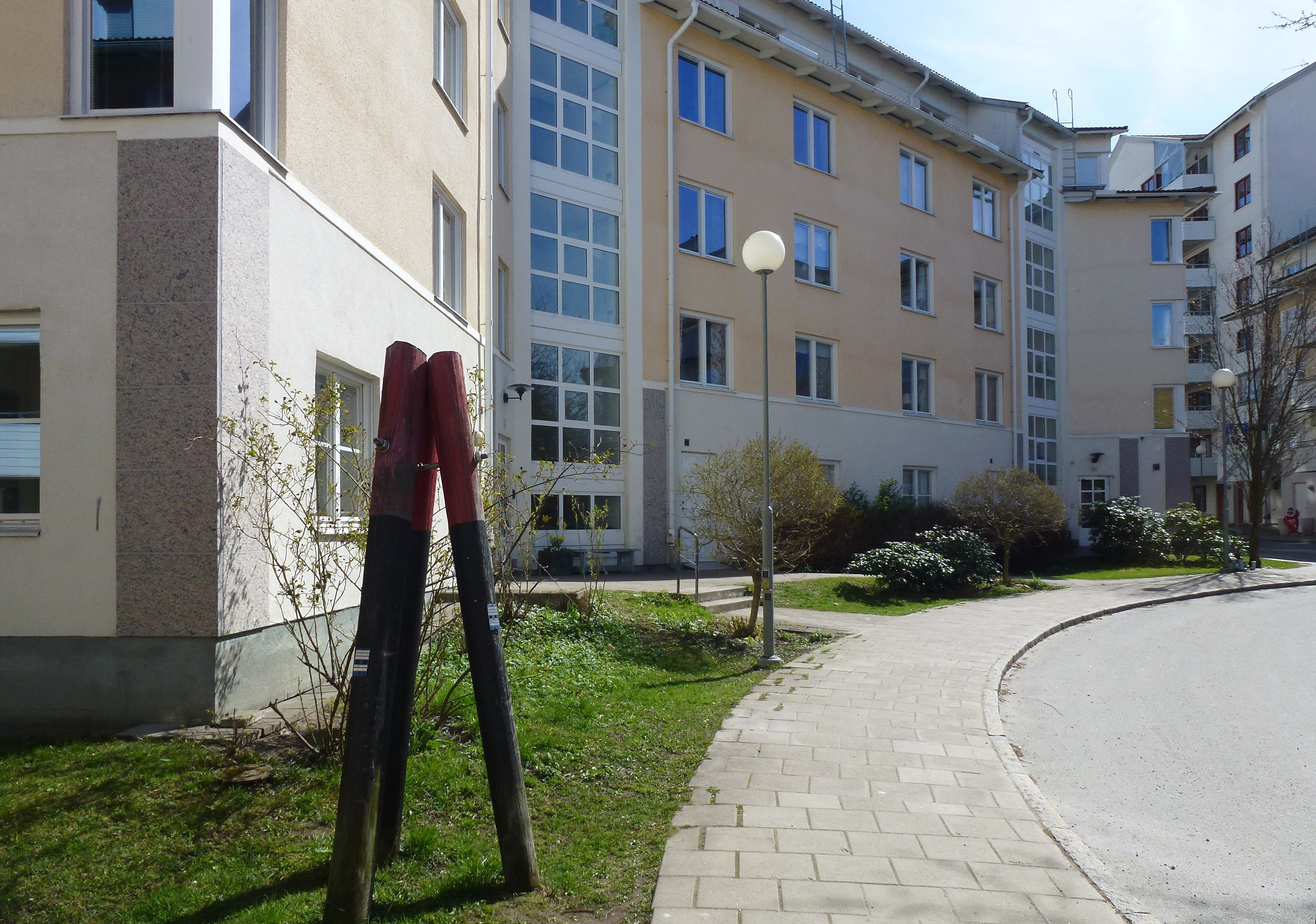
Bostadsområdet.
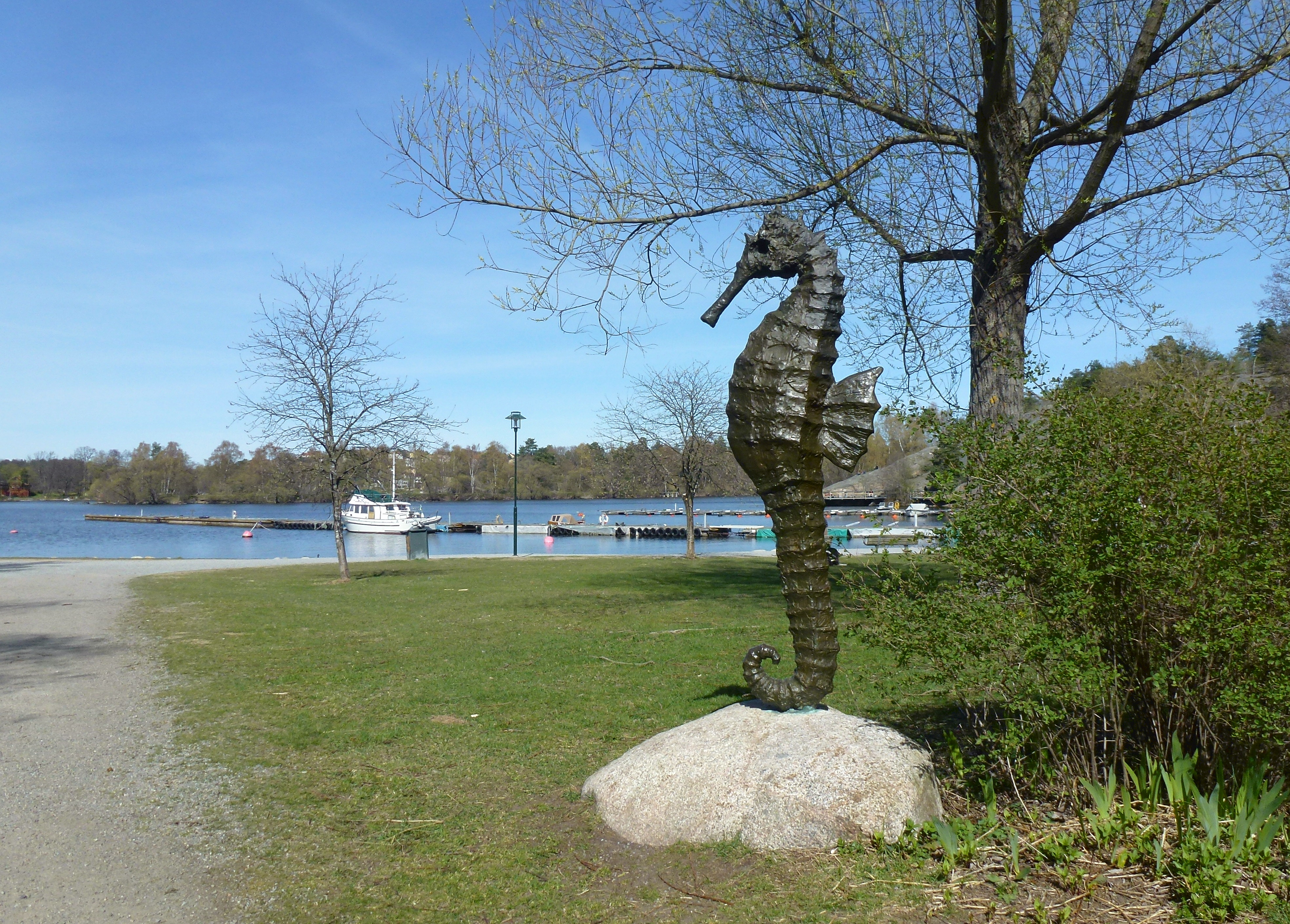
Konstnärlig utsmyckning.
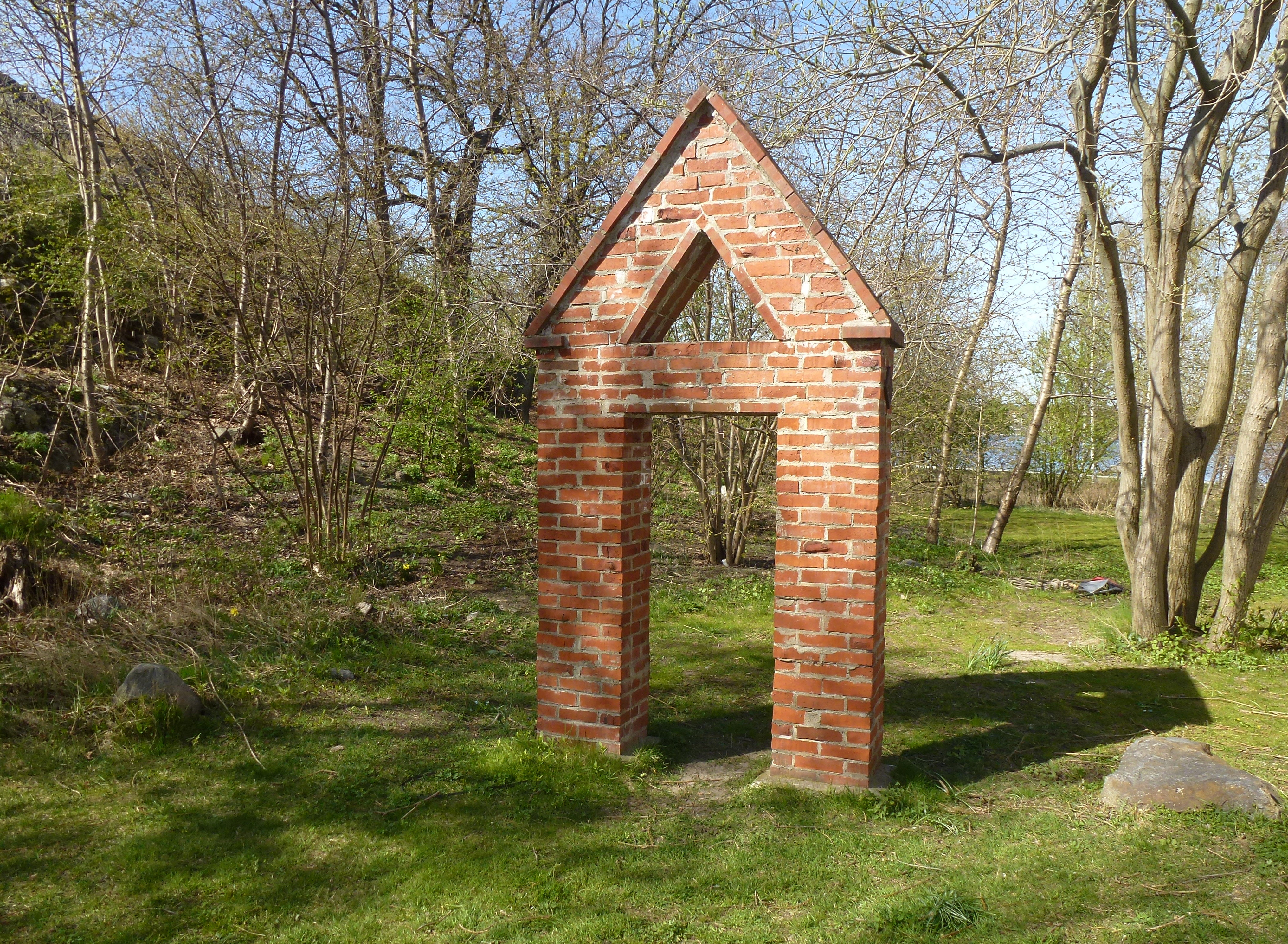
Påminnelse om tegelindustrin.
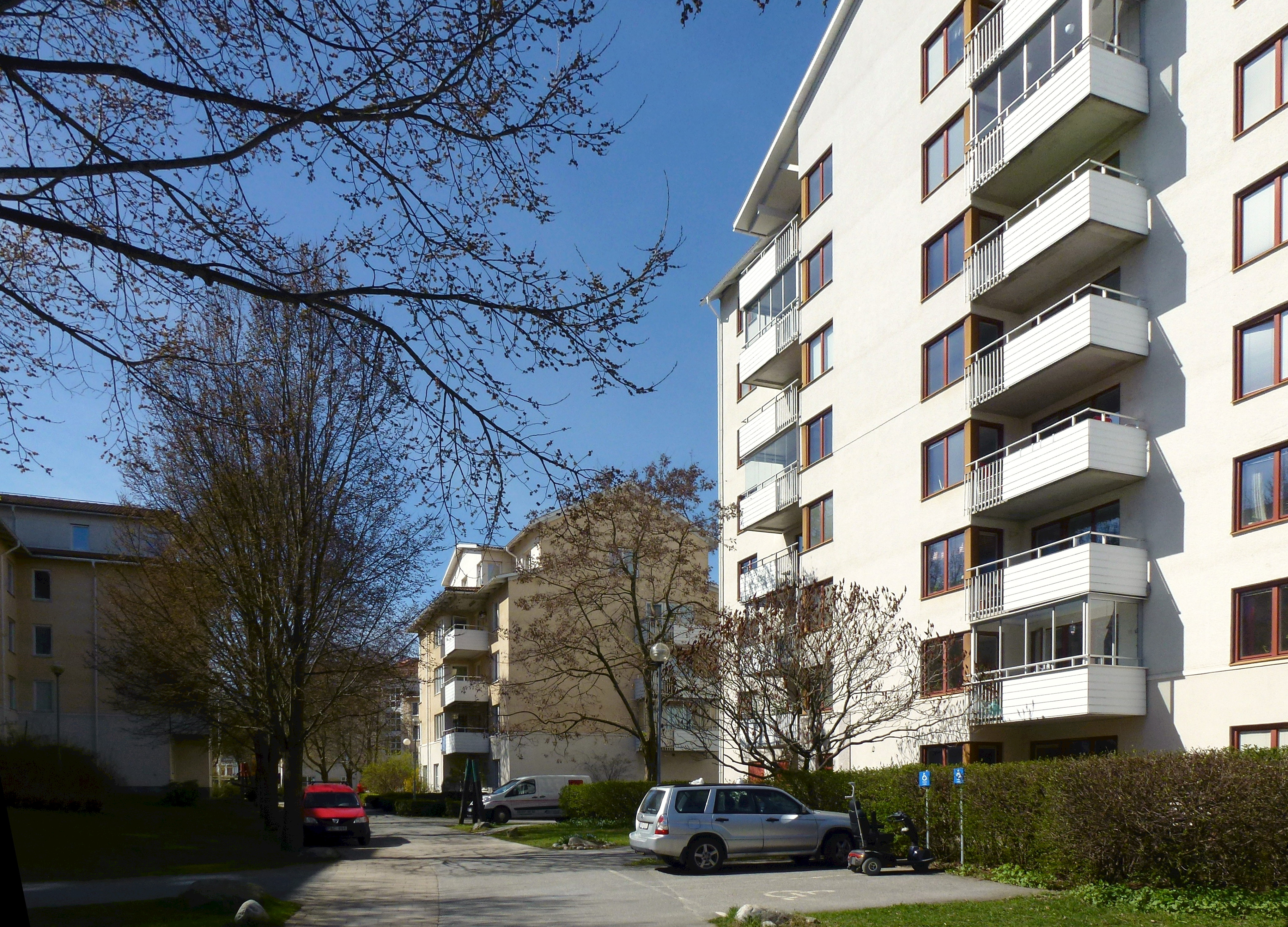
Bostadshus.

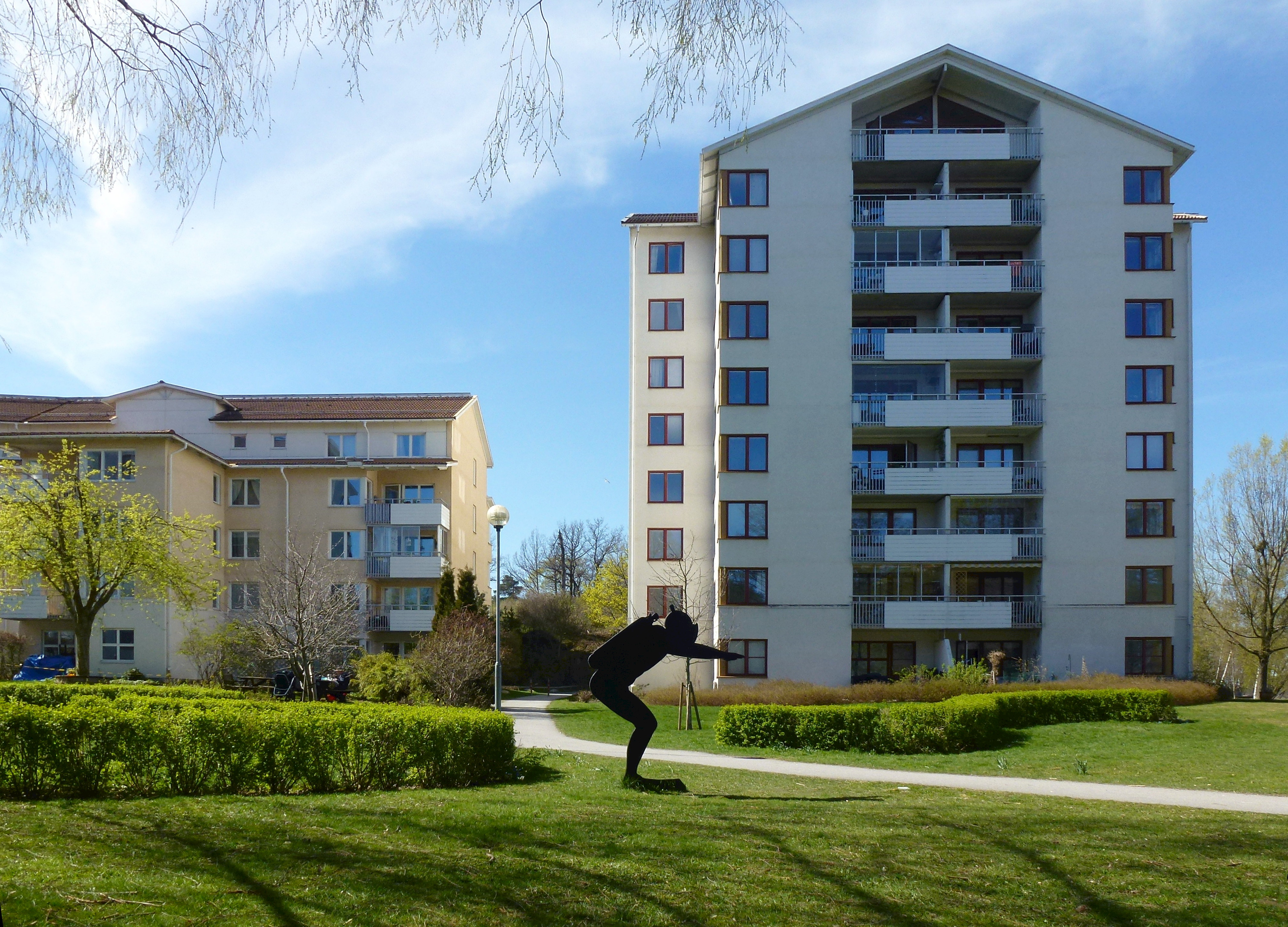
Bostadshus
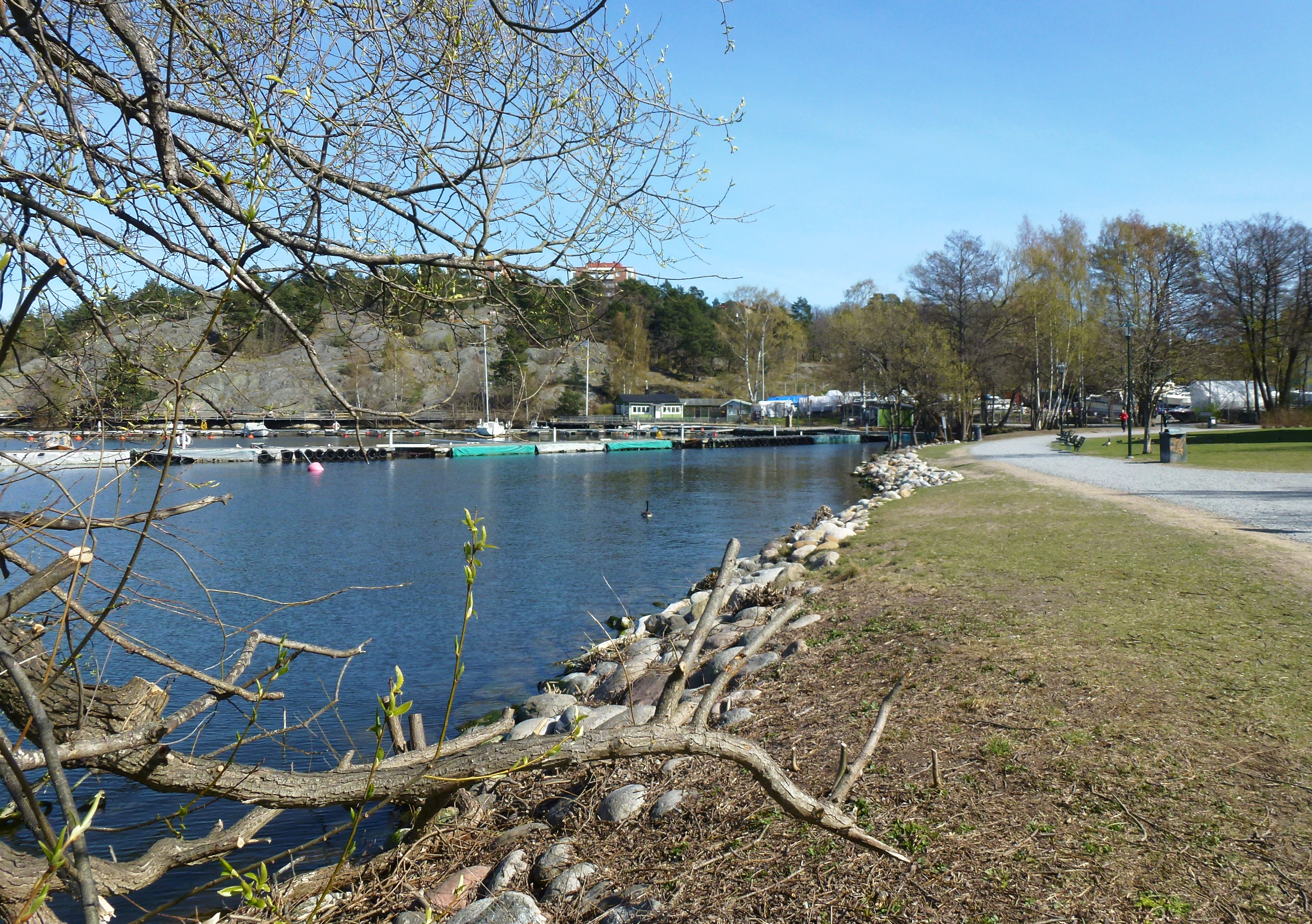
Strandpromenaden med Örnberget i bakgrunden.
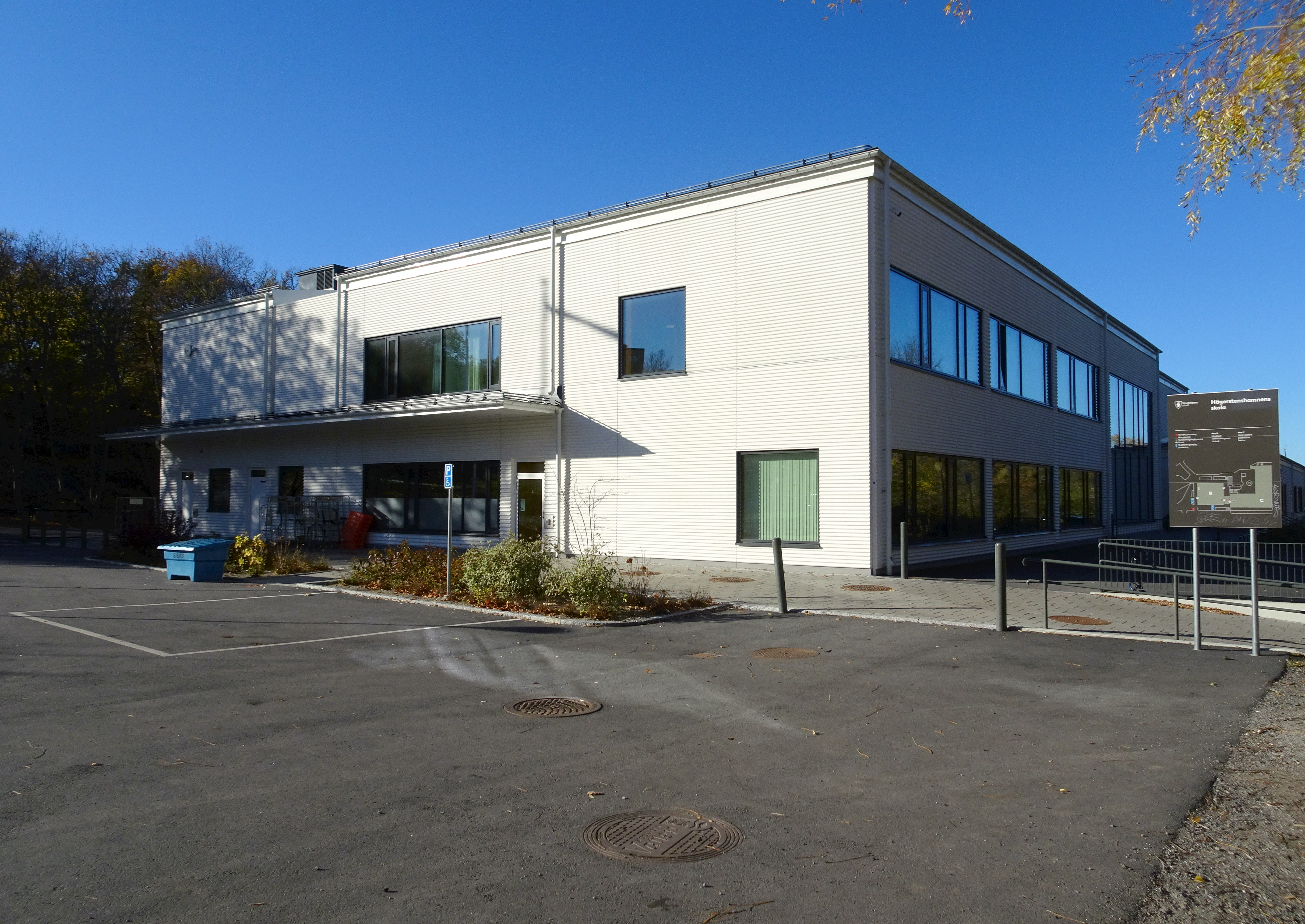
Nya Hägerstenshamnens skola.
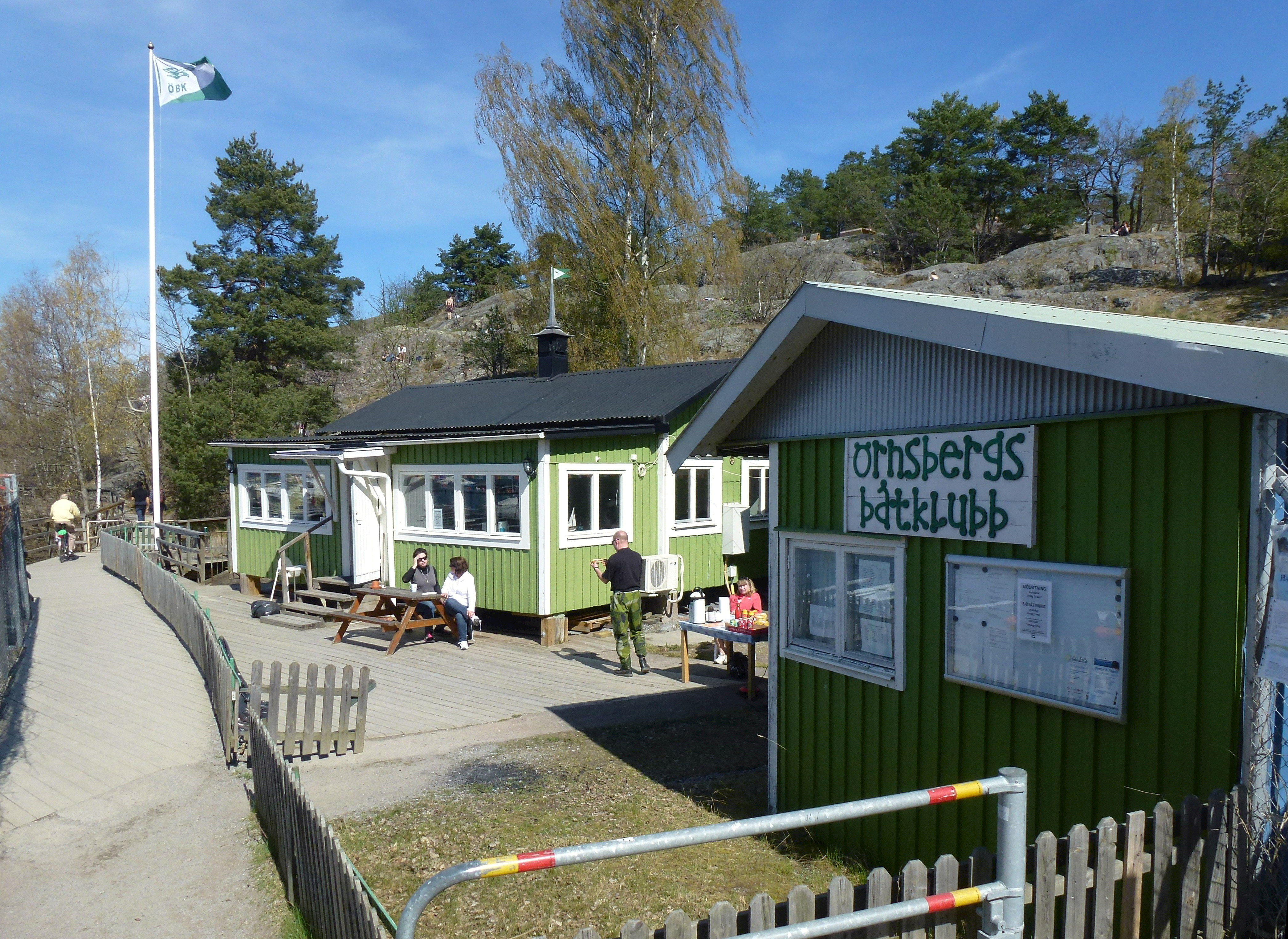
Örnsbergs båtklubb, klubbhuset.